# Microhyla pulverata
Microhyla pulverata é uma espécie de anfíbio da família Microhylidae.
É endémica do Vietname.
Os seus habitats naturais são: florestas subtropicais ou tropicais húmidas de baixa altitude e rios.
Está ameaçada por perda de habitat.